# Lijst van bomen van Amsterdam

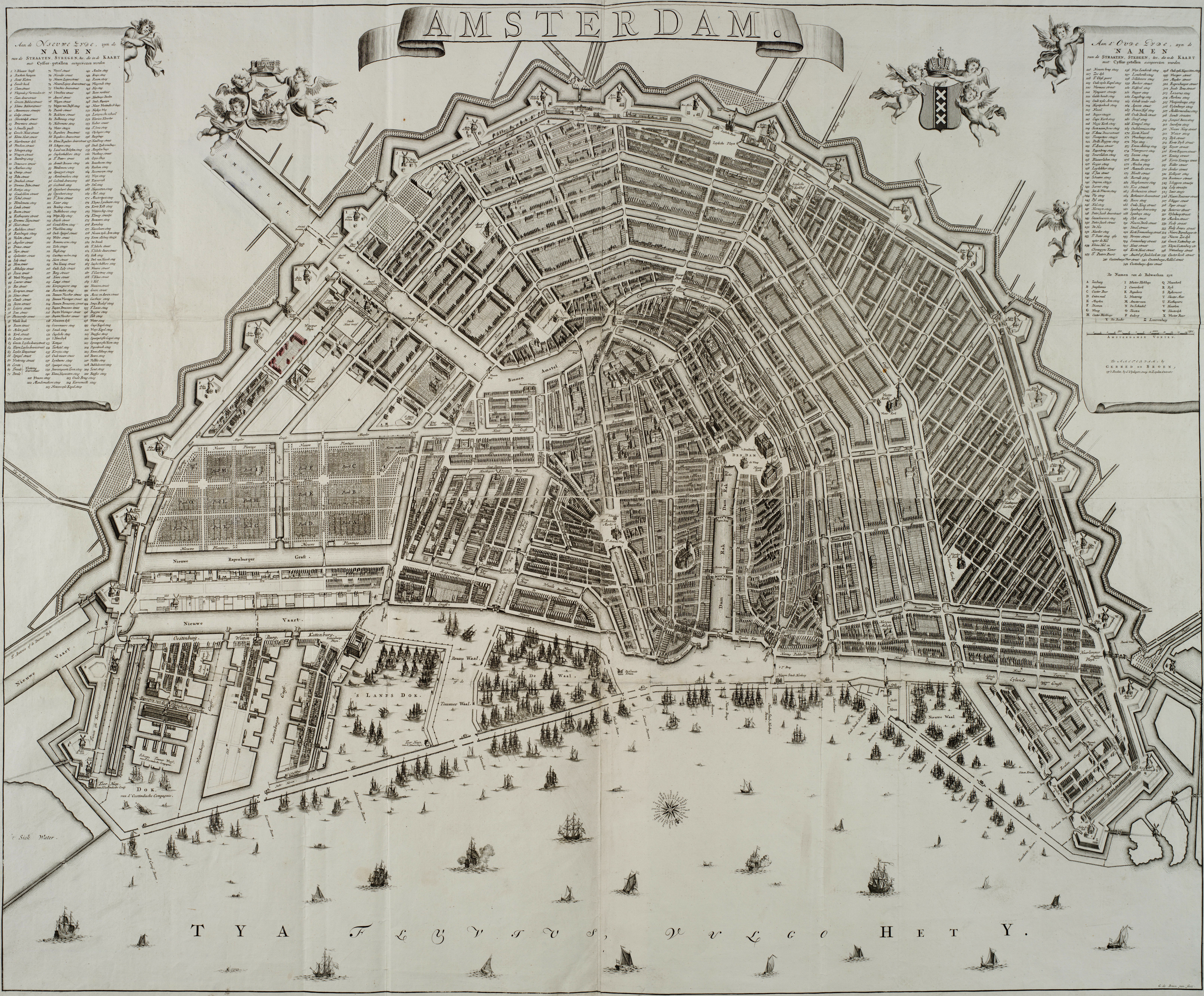
De stadsplattegrond van Amsterdam uit 1737 van Gerrit de Broen, waarop ook de bomen en hun namen zijn aangegeven

Een deel van de Vestingwerken van Amsterdam was een dubbele rij van palen met daarin 23 doorgangen aan het IJ en in de Amstel, die de toegang tot Amsterdam voor het scheepverkeer regelden. De doorgangen werden afgesloten door zogenaamde 'bomen'; met ijzer beplaatte houten balken. Dit is de lijst van bomen van Amsterdam.
De bomen werden na het luiden der boomklok afgesloten, behalve de boom voor de Nieuwe Stadsherberg, die open bleef tot de laatste veerschuit uit Buiksloot, en de boom voor de Oude Stadsherberg die tot 21:30 open bleef.
De bomen van Oost naar West:
- 1) de Oostindische boom (voor de Oostindische werf)
- 2) de Keerweêrs boom (tussen Wittenburg en Kattenburg)
- 3) de Admiraliteitsboom, voor de Admiraliteitswerf
- 4 en 5) de twee Hannekes bomen, naast elkaar voor de Braauw- of Timmerwaal, op de hoogte van het Westindisch Pakhuis
- 6) de Waalsboom, voor de Oudezijds Waal
- 7, 8 en 9) de drie Kraansbomen, voor de grote Kraan, op de hoogte van de Oude Waal en de Geldersekade
- 10 en 11) de twee Nieuwe Brugsbomen, voor de Nieuwe brug
- 12) de Nieuwe Stadsherbergboom, voor de Nieuwe Stadsherberg
- 13 en 14) de twee Haarlemmerbomen, voor de Nieuwe Haarlemmersluis
- 15 en 16) de twee Oude Stadsherbergs-bomen, voor de Oude Stadsherberg en de Rommelhaven
- 17 en 18) de twee Nieuwe Waalsbomen, voor de Nieuwe Zijdswaal
- 19 en 20) de Bickersbomen voor het Bickerseiland
- 21) de Zoutkeetsboom, voor de Zoutkeetsgracht

Benevens deze bomen in het IJ lagen er ook nog twee bomen in de Amstel:
- 22 en 23) de Amstelbomen